# Melittia staudingeri
Melittia staudingeri is een vlinder uit de familie wespvlinders (Sesiidae), onderfamilie Sesiinae.
Melittia staudingeri is voor het eerst wetenschappelijk beschreven door Boisduval in 1875. De soort komt voor in het Oriëntaals gebied.